# Primera División de Chile 1962
Primera División de Chile 1962 var den chilenska högstaligan i fotboll för herrar för säsongen 1962, som slutade med att Universidad de Chile vann för tredje gången. Inför säsongen utökades ligan från 14 till 18 lag.

## Kvalificering för internationella turneringar
- Copa de Campeones de América 1963
  - Vinnaren av Primera División: Universidad de Chile

## Sluttabell
| Plac. | Lag                  | S  | V  | O  | F  | GM  | IM | MSK | Poäng |
| ----- | -------------------- | -- | -- | -- | -- | --- | -- | --- | ----- |
| 1     | Universidad de Chile | 34 | 21 | 8  | 5  | 100 | 48 | 52  | 50    |
| 2     | Universidad Católica | 34 | 22 | 6  | 6  | 78  | 47 | 31  | 50    |
| 3     | Colo-Colo            | 34 | 17 | 7  | 10 | 94  | 67 | 27  | 41    |
| 4     | Deportes La Serena   | 34 | 17 | 7  | 10 | 67  | 58 | 9   | 41    |
| 5     | Unión Española       | 34 | 15 | 8  | 11 | 63  | 50 | 13  | 38    |
| 6     | Santiago Morning     | 34 | 13 | 11 | 10 | 53  | 51 | 2   | 37    |
| 7     | Santiago Wanderers   | 34 | 12 | 11 | 11 | 50  | 51 | -1  | 35    |
| 8     | Everton              | 34 | 10 | 15 | 9  | 53  | 55 | -2  | 35    |
| 9     | Unión San Felipe     | 34 | 10 | 11 | 13 | 54  | 54 | 0   | 31    |
| 10    | Audax Italiano       | 34 | 8  | 14 | 12 | 54  | 61 | -7  | 30    |
| 11    | O'Higgins            | 34 | 8  | 14 | 12 | 54  | 66 | -12 | 30    |
| 12    | Unión La Calera      | 34 | 12 | 5  | 17 | 52  | 63 | -11 | 29    |
| 13    | Ferrobádminton       | 34 | 8  | 13 | 13 | 45  | 61 | -16 | 29    |
| 14    | Magallanes           | 34 | 9  | 11 | 14 | 41  | 62 | -21 | 29    |
| 15    | Rangers              | 34 | 10 | 8  | 16 | 42  | 53 | -11 | 28    |
| 16    | Palestino            | 34 | 7  | 14 | 13 | 45  | 60 | -15 | 28    |
| 17    | San Luis             | 34 | 8  | 10 | 16 | 49  | 66 | -17 | 26    |
| 18    | Green Cross          | 34 | 9  | 7  | 18 | 58  | 79 | -21 | 25    |

Eftersom de två främsta lagen hamnade på samma poäng spelades det en final mellan lagen för att kora en mästare.

## Final
|  | 16 mars 1963 | Universidad de Chile | 5–3 | Universidad Católica | Estadio Nacional, Santiago             |  |
|  |              |                      |     |                      | Publik: 74 163 Domare: Domingo Massaro |  |
|  |              |                      |     |                      |                                        |  |
|  |              |                      |     |                      |                                        |  |

| Primera División Vinnare av Primera División 1962 |
| ------------------------------------------------- |
| Chile                                             |
| Universidad de Chile 3:e titeln                   |